# Leofa robusta
Leofa robusta är en insektsart som beskrevs av Chandrasekhara A. Viraktamath 1992. Leofa robusta ingår i släktet Leofa och familjen dvärgstritar. Inga underarter finns listade i Catalogue of Life.